# David Gilbert (Snookerspieler)
David Gilbert (* 12. Juni 1981 in Derby) ist ein englischer Snookerspieler.

## Karriere
Über die Endwertung der Challenge Tour 2001/02 qualifizierte sich Gilbert für die Saison 2002/03 erstmals für die Snooker Main Tour. In seiner Debütsaison erreichte er als Höhepunkt die Runde der letzten 48 bei den Regal Scottish Open. Danach stagnierten seine Leistungen und er musste die Profitour zunächst wieder verlassen.
Er qualifizierte sich dann erneut für die Saison 2005/06 und etablierte sich schließlich im Mittelfeld der Weltrangliste, unter anderem durch seine Qualifikation für die Snookerweltmeisterschaft 2007, bei der er in Runde eins auf den siebenfachen Weltmeister Stephen Hendry traf und trotz einer 5:1-Führung noch 7:10 unterlag.
Ihm gelang seitdem bei weiteren Ranglistenturniere die Qualifikation, zunächst 2007 bei den Welsh Open, ein Jahr später beim Royal London Watches Grand Prix sowie 2009 ein weiteres Mal für die Welsh Open. Bei letzteren konnte er, nachdem er in der Qualifikation Ex-Weltmeister Mark Williams überraschend mit 5:1 besiegt hatte, gegen Joe Perry erstmals auch sein Auftaktspiel bei einer Endrunde gewinnen. Im Achtelfinale unterlag er allerdings Mark Selby.
Danach fiel er in der Weltrangliste wieder zurück und erreichte am Ende der Saison 2010/11 nicht mehr die Top 64. Ihm gelang jedoch die sofortige Wiederqualifikation für die Main Tour über die Q School. Bei den Australian Goldfields Open 2011 zog er ein weiteres Mal in die Endrunde eines Ranglistenturniers ein. Bei seinem Einzug ins Achtelfinale profitierte er dann vom Losglück, in Runde eins traf er auf den lokalen Wildcardspieler James Mifsud.
Mit Siegen über Stuart Carrington, Jimmy Robertson, Mike Dunn und Fergal O’Brien qualifizierte er sich für die Endrunde der Snookerweltmeisterschaft 2012. Dort setzte er sich in der ersten Runde mit 10:8 gegen Martin Gould durch, er unterlag dann im Achtelfinale dem Australier Neil Robertson mit 9:13.
Die folgende Saison war für ihn nicht besonders erfolgreich und er konnte auch nicht an der WM-Endrunde teilnehmen. Die Saison beendete er auf Rang 41.
Ab der Saison 2013/14 erreichte er häufig die Endrunden und konnte so sein Level halten (Rang 37). Er erreichte das Grand Final der PTC-Tour und unterlag erst im Achtelfinale Joe Perry 1:4, nachdem er zuvor Mark Selby 4:0 geschlagen hatte. Bei der WM 2014 unterlag er in Runde 1 Barry Hawkins mit 4:10.
Auch in der Saison 2014/15 war er in sieben Endrunden dabei, verlor aber erneut häufig in der ersten Runde. Bei den UK Championship 2014 und den China Open 2015 konnte er allerdings die dritte Runde erreichen. In der Gruppenphase der Championship League 2015 spielte er am 10. Februar 2015 sein erstes offizielles Maximum Break. Zur WM qualifizierte er sich nicht und beendete die Saison auf Rang 35.
In der Saison 2015/16 gelang David Gilbert dann der Vorstoß in die Top 32 der Weltrangliste. Bei den Ruhr Open erreichte er erstmals das Halbfinale eines Ranglistenturniers. Anschließend erreichte er das Finale der International Championship 2015 in Daqing, wo er John Higgins 5:10 unterlag. Dies brachte ihm 65.000 £ Preisgeld ein. Bei den anderen beiden Top-Turnieren, der UK Championship und der Weltmeisterschaft, kam er jeweils unter die letzten 32. Seine beste Platzierung während der Saison war Platz 19 in der Weltrangliste.
In der Saison 2016/17 erreichte er das Viertelfinale der Snooker Shoot-Out 2017, wo er gegen Xiao Guodong verlor.
Zum Abschluss der Saison 2016/2017 unterlag er in der 3. und letzten Qualifikationsrunde zur Snookerweltmeisterschaft 2017 gegen Fergal O’Brien im Decider, dem längsten Frame der Snookergeschichte (123 Minuten), mit 46:73.
In der Saison 2018/19 erreichte er bei den World Open 2018 das Finale, in dem er nach 9:5-Führung noch mit 9:10 gegen den amtierenden Weltmeister Mark Williams verlor. Am 22. Januar 2019 spielte er im Rahmen der Championship League in seiner Partie gegen den Schotten Stephen Maguire das 147. offizielle Maximum Break der Snookergeschichte, dennoch unterlag er in der Partie mit 1:3. Anfang Februar 2019 erreichte er beim German Masters zum zweiten Mal in dieser Saison das Finale. Er unterlag erneut, diesmal mit 7:9 gegen Kyren Wilson, obwohl er bereits mit 7:5 geführt hatte. Bei dem darauf folgenden Turnier, dem World Grand Prix 2019, erreichte er das Viertelfinale, in dem er gegen Ali Carter mit 1:5 verlor. Trotzdem erreichte er dadurch seine bisher beste Platzierung in der Snookerweltrangliste mit Platz 16.
Wenige Monate nach Beginn der Saison 2019/20 erreichte er bei den English Open erneut das Finale eines Ranglistenturnieres, in dem er jedoch mit einer 1:9-Niederlage gegen Mark Selby wieder verlor. Es brauchte schließlich noch fast zwei weitere Jahre – bis zum Auftakt der Saison 2021/22 –, ehe Gilbert im Rahmen der Championship League erstmals einen Turniersieg bei einem Ranglistenturnier verbuchen konnte.

## Trivia
David Gilbert hält mit Fergal O’Brien den Rekord des längsten Frames des professionellen Snookers. In der dritten Qualifikationsrunde der Weltmeisterschaft von 2017 spielten die beiden 2 h und 3 min, bis der Frame mit 73:46 zu O’Briens Gunsten entschieden war.